# Finská ženská hokejová reprezentace
Finská ženská hokejová reprezentace je výběrem hráček ledního hokeje z Finska. Od roku 1990 se účastní mistrovství světa žen. Nejlepší výsledek z tohoto šampionátu pochází z roku 2019, kdy finská ženská hokejová reprezentace vybojovala stříbro. Má též 7 účastí na zimních olympijských hrách, kde v letech 1998, 2010, 2018 a 2022 vybojovala bronz.

## Mezinárodní soutěže

### Olympijské hry
Finsko startovalo na všech pěti ženských turnajích v ledním hokeji na zimních olympijských hrách a dvakrát získalo medaili.
| ZOH      | Místo konání                | Umístění         |
| -------- | --------------------------- | ---------------- |
| ZOH 1998 | Japonsko (Nagano)           | Bronzová medaile |
| ZOH 2002 | USA (Salt Lake City)        | 4. místo         |
| ZOH 2006 | Itálie (Turín)              | 4. místo         |
| ZOH 2010 | Kanada (Vancouver)          | Bronzová medaile |
| ZOH 2014 | Rusko (Soči)                | 5. místo         |
| ZOH 2018 | Jižní Korea (Pchjongčchang) | Bronzová medaile |
| ZOH 2022 | Čína (Peking)               | Bronzová medaile |

### Mistrovství světa
Na mistrovství světa startuje Finsko od roku 1990. Hraje stále v elitní skupině. Vždy skončilo v semifinále a získalo 3. nebo 4. místo.
| 1990 | Kanada (Ottawa)                          | Bronzová medaile                 |                                  |                                  |
| 1992 | Finsko (Tampere)                         | Bronzová medaile                 |                                  |                                  |
| 1994 | USA (Lake Placid)                        | Bronzová medaile                 |                                  |                                  |
| 1997 | Kanada (různá města v provincii Ontario) | Bronzová medaile                 |                                  |                                  |
| 1999 | Finsko (Espoo)                           | Bronzová medaile                 |                                  |                                  |
| 2000 | Kanada (různá města v provincii Ontario) | Bronzová medaile                 |                                  |                                  |
| 2001 | USA (různá města ve státě Minnesota)     | 4. místo                         |                                  |                                  |
| 2004 | Kanada (Halifax, Dartmouth)              | Bronzová medaile                 |                                  |                                  |
| 2005 | Švédsko (Linköping)                      | 4. místo                         |                                  |                                  |
| 2007 | Kanada (Winnipeg, Selkirk)               | 4. místo                         |                                  |                                  |
| 2008 | Čína (Charbin)                           | Bronzová medaile                 |                                  |                                  |
| 2009 | Finsko (Hämeenlinna)                     | Bronzová medaile                 |                                  |                                  |
| 2011 | Švýcarsko (Curych, Winterthur)           | Bronzová medaile                 |                                  |                                  |
| 2012 | USA (Burlington)                         | 4. místo                         |                                  |                                  |
| 2013 | Kanada (Ottawa)                          | 4. místo                         |                                  |                                  |
| 2015 | Švédsko (Malmö)                          | Bronzová medaile                 |                                  |                                  |
| 2016 | Kanada (Kamloops)                        | 4. místo                         |                                  |                                  |
| 2017 | USA (Plymouth)                           | Bronzová medaile                 |                                  |                                  |
| 2019 | Finsko (Espoo)                           | Stříbrná medaile                 |                                  |                                  |
| 2020 | zrušeno kvůli pandemii covidu-19         | zrušeno kvůli pandemii covidu-19 | zrušeno kvůli pandemii covidu-19 | zrušeno kvůli pandemii covidu-19 |
| 2021 | Kanada (Calgary)                         | Bronzová medaile                 |                                  |                                  |
| 2022 | Dánsko (Herning, Frederikshavn)          | 6. místo                         |                                  |                                  |
| 2023 | Kanada (Brampton)                        | 5. místo                         |                                  |                                  |
| 2024 | USA (Utica)                              | Bronzová medaile                 |                                  |                                  |
| 2025 | Česko (České Budějovice)                 | Bronzová medaile                 |                                  |                                  |

### Mistrovství Evropy
Finsko startovalo na všech pěti ročnících mistrovství Evropy a kromě roku 1996, kdy získalo bronzové medaile, vždy zvítězilo.
| MS   | Místo konání                            | Umístění         |
| ---- | --------------------------------------- | ---------------- |
| 1989 | Západní Německo (Ratingen, Düsseldorf)  | Zlatá medaile    |
| 1991 | Československo (Havířov, Frýdek-Místek) | Zlatá medaile    |
| 1993 | Dánsko (Esbjerg)                        | Zlatá medaile    |
| 1995 | Lotyšsko (Riga)                         | Zlatá medaile    |
| 1996 | Rusko (Jaroslavl)                       | Bronzová medaile |